# 阿亞斯·穆罕默德帕夏
阿亞斯·穆罕默德帕夏（土耳其語：Ayas Mehmed Paşa；1483年—1539年7月13日），阿爾巴尼亞人出身的奥斯曼帝國大维齐尔，生於發羅拉附近。
他在蘇萊曼一世好友帕尔加勒·易卜拉欣帕夏在1536年遭處死後出任大維齊爾至1539年去世為止（死於伊斯坦堡的瘟疫並安葬在艾郁普蘇丹清真寺）。